# Matt Lojeski
Matthew Thomas Lojeski, detto Matt (Racine, 24 luglio 1985), è un ex cestista statunitense naturalizzato belga.

## Statistiche

### College
| Anno      | Squadra            | PG | PT | MP   | TC%  | 3P%  | TL%  | RP  | AP  | PRP | SP  | PP   |
| --------- | ------------------ | -- | -- | ---- | ---- | ---- | ---- | --- | --- | --- | --- | ---- |
| 2005-2006 | Hawaii R. Warriors | 28 | 28 | 33,7 | 47,4 | 38,4 | 85,9 | 4,0 | 2,3 | 1,3 | 0,6 | 13,6 |
| 2006-2007 | Hawaii R. Warriors | 31 | 31 | 36,2 | 54,1 | 37,9 | 81,0 | 5,7 | 4,5 | 1,7 | 0,7 | 16,9 |
| Carriera  | Carriera           | 59 | 59 | 35,0 | 51,2 | 38,2 | 83,0 | 4,9 | 3,5 | 1,5 | 0,6 | 15,3 |

### Eurolega
| Anno      | Squadra       | PG  | PT | MP   | TC%  | 3P%  | TL%  | RP  | AP  | PRP | SP  | PP   |
| --------- | ------------- | --- | -- | ---- | ---- | ---- | ---- | --- | --- | --- | --- | ---- |
| 2013-2014 | Olympiakos    | 29  | 13 | 25,0 | 51,5 | 43,0 | 77,8 | 4,0 | 2,0 | 0,6 | 0,1 | 11,1 |
| 2014-2015 | Olympiakos    | 25  | 7  | 24,2 | 48,9 | 43,2 | 62,5 | 3,8 | 1,6 | 1,0 | 0,3 | 9,5  |
| 2015-2016 | Olympiakos    | 11  | 3  | 21,6 | 50,6 | 45,0 | 81,2 | 3,5 | 2,5 | 0,5 | 0,1 | 10,1 |
| 2016-2017 | Olympiakos    | 26  | 2  | 21,4 | 49,4 | 42,0 | 82,7 | 3,1 | 1,6 | 0,5 | 0,3 | 9,9  |
| 2017-2018 | Panathīnaïkos | 27  | 18 | 18,7 | 46,0 | 45,5 | 70,0 | 2,4 | 0,7 | 0,3 | 0,1 | 5,7  |
| 2018-2019 | Panathīnaïkos | 25  | 6  | 15,9 | 52,5 | 35,6 | 92,0 | 2,2 | 0,9 | 0,2 | 0,1 | 6,5  |
| Carriera  | Carriera      | 143 | 49 | 21,2 | 49,9 | 42,6 | 79,0 | 3,1 | 1,5 | 0,5 | 0,2 | 8,7  |

## Palmarès

### Squadra
- Campionato belga: 2

Ostenda: 2011-12, 2012-13
- Campionato greco: 4

Olympiacos: 2014-15, 2015-16
Panathinaikos: 2017-18, 2018-19
- Coppa del Belgio: 2

Ostenda: 2010, 2013
- Coppa di Grecia: 1

Panathinaikos: 2018-19
- Coppa Intercontinentale: 1

Olympiacos: 2013

### Individuale
- Pro Basketball League MVP: 1

Okapi Aalstar: 2008-09